# Channel One Cup (hockey su ghiaccio)
La Channel One Cup è un torneo di hockey su ghiaccio maschile che si gioca annualmente in Russia. Dal 1996 fa parte dell'Euro Hockey Tour.
Deve il nome al proprio sponsor principale: la televisione russa Pervyj kanal ("Primo canale", da cui il nome del torneo). Il torneo è stato fondato nel 1967 e fu sempre giocato a Mosca nel mese di dicembre. Le uniche eccezioni si ebbero dal 1974 al 1975 quando le partite furono dilazionate lungo il corso della stagione hockeistica. Nel 1992 il torneo si giocò a San Pietroburgo.
Dal 2000, inoltre, almeno una partita si gioca in un'altra città di uno dei paesi che partecipano alla manifestazione - come da regolamento EHT.
Tra il 1970 e il 1980 il torneo veniva anche chiamato Piccolo Campionato del Mondo, vista la qualità espressa sul ghiaccio.

## Squadre partecipanti
Poiché dal 1996 il torneo è inserito nell'Euro Hockey Tour, vi partecipano le seguenti nazionali:
- Finlandia
- Rep. Ceca
- Russia
- Svezia

## Denominazione del torneo
Il torneo ha cambiato nome varie volte nel corso degli anni:
- Torneo in celebrazione 50º anniversario della Grande Rivoluzione Socialista d'Ottobre (1967)
- International Tournament (1968)
- Izvestija Trophy (1969-1996)
- Baltica Brewery Cup (1997-2002)
- Moscow International Tournament (2003)
- Rosno Cup (2004-2005)
- Channel One Cup (2006-)

## Albo d'oro
| Anno  | Vincitore          | 2º posto           | 3º posto         |
| ----- | ------------------ | ------------------ | ---------------- |
| 1967  | Unione Sovietica A | Unione Sovietica B | Cecoslovacchia B |
| 1968  | Unione Sovietica A | Unione Sovietica B | Finlandia        |
| 1969  | Unione Sovietica   | Canada             | Cecoslovacchia   |
| 1970  | Cecoslovacchia     | Unione Sovietica   | Svezia           |
| 1971  | Unione Sovietica   | Cecoslovacchia     | Finlandia        |
| 1972  | Unione Sovietica   | Cecoslovacchia     | Svezia           |
| 1973  | Unione Sovietica   | Cecoslovacchia     | Finlandia        |
| 1974  | Cecoslovacchia     | Unione Sovietica   | Svezia           |
| 1975  | Unione Sovietica   | Cecoslovacchia     | Svezia           |
| 1976  | Unione Sovietica   | Svezia             | Cecoslovacchia   |
| 1977  | Cecoslovacchia     | Unione Sovietica   | Svezia           |
| 1978  | Unione Sovietica   | Cecoslovacchia     | Canada           |
| 1979  | Unione Sovietica   | Cecoslovacchia     | Finlandia        |
| 1980  | Unione Sovietica   | Cecoslovacchia     | Finlandia        |
| 1981  | Unione Sovietica   | Cecoslovacchia     | Finlandia        |
| 1982  | Unione Sovietica   | Finlandia          | Cecoslovacchia   |
| 1983  | Unione Sovietica   | Cecoslovacchia     | Svezia           |
| 1984  | Unione Sovietica   | Cecoslovacchia     | Finlandia        |
| 1985  | Cecoslovacchia     | Unione Sovietica   | Svezia           |
| 1986  | Unione Sovietica   | Canada             | Svezia           |
| 1987  | Canada             | Unione Sovietica   | Svezia           |
| 1988  | Unione Sovietica   | Svezia             | Cecoslovacchia   |
| 1989  | Unione Sovietica   | Cecoslovacchia     | Finlandia        |
| 1990  | Unione Sovietica   | Svezia             | Cecoslovacchia   |
| 19911 | Cancellato         | Cancellato         | Cancellato       |
| 1992  | Russia II          | Cecoslovacchia     | Russia I         |
| 1993  | Russia I           | Russia II          | Svezia           |
| 1994  | Russia             | Rep. Ceca          | Finlandia        |
| 1995  | Russia             | Rep. Ceca          | Svezia           |
| 1996  | Svezia             | Russia             | Finlandia        |
| 1997  | Rep. Ceca          | Russia             | Svezia           |
| 1998  | Svezia             | Rep. Ceca          | Finlandia        |
| 1999  | Russia             | Rep. Ceca          | Finlandia        |
| 2000  | Russia             | Rep. Ceca          | Finlandia        |
| 2001  | Rep. Ceca          | Russia             | Svezia           |
| 2002  | Rep. Ceca          | Finlandia          | Russia           |
| 2003  | Finlandia          | Rep. Ceca          | Russia           |
| 2004  | Russia             | Rep. Ceca          | Finlandia        |
| 2005  | Russia             | Finlandia          | Svezia           |
| 2006  | Russia             | Finlandia          | Svezia           |
| 2007  | Russia             | Finlandia          | Rep. Ceca        |
| 2008  | Russia             | Finlandia          | Rep. Ceca        |
| 2009  | Russia             | Finlandia          | Rep. Ceca        |
| 2010  | Russia             | Rep. Ceca          | Svezia           |
| 2011  | Svezia             | Rep. Ceca          | Russia           |
| 2012  | Russia             | Svezia             | Finlandia        |
| 2013  | Rep. Ceca          | Finlandia          | Russia           |
| 2014  | Russia             | Finlandia          | Svezia           |
| 2015  | Rep. Ceca          | Svezia             | Finlandia        |
| 2016  | Svezia             | Russia             | Finlandia        |
| 2017  | Russia             | Rep. Ceca          | Finlandia        |
| 2018  | Russia             | Finlandia          | Svezia           |
| 2019  | Svezia             | Russia             | Finlandia        |

1 Il torneo non fu disputato per la dissoluzione dell'Unione Sovietica.
Le posizioni finali sono determinate in base ai punti ottenuti al termine del girone del torneo. In caso di parità è determinante lo scontro diretto tra le due formazioni a pari punti.

## Medagliere
| Squadra                   |    |    |    | Tot. |
| ------------------------- | -- | -- | -- | ---- |
| Unione Sovietica/ Russia  | 31 | 10 | 4  | 45   |
| Cecoslovacchia/ Rep. Ceca | 9  | 22 | 8  | 39   |
| Svezia                    | 4  | 5  | 16 | 25   |
| Finlandia                 | 2  | 7  | 18 | 27   |
| Canada                    | 1  | 2  | 1  | 4    |